# Castelo de Loches

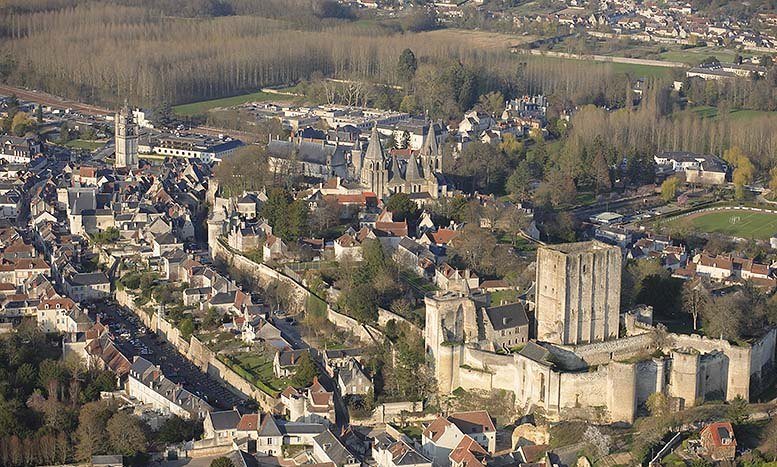
Vista aérea do conjunto e da cidade

O Castelo de Loches (em francês: Château de Loches) é um castelo situado no departamento de Indre-et-Loire, no Vale do Loire, em França. 
Construído no século IX, cerca de 500 metros acima do rio Indre, o enorme castelo, famoso sobretudo pela sua enorme praça, domina a vila de Loches. O complexo, constituído por três edifícios, incluindo uma das mais antigas torres de menagem da França, é um dos mais bem preservados conjuntos arquitectónicos europeus da Idade Média.
Já em 1840, a igreja pertencente ao castelo foi reconhecida como um Monumento Histórico, estatuto obtido em 1862 pela torre de menagem, a que se seguiu a entrada para o recinto em 1886 e o Logis Royal em 1889. O conjunto está, ainda, classificado pelo Ministério da Cultura.
É considerado um dos Castelo do Loire, embora não esteja exatamente no vale daquele rio.

## História

### Até aoséculo X
Já no século V existia um vico em Loches, o qual foi arrasado em 741. No ano de 742 encontra-se uma fortaleza mencionada como mota, referida em registos posteriores como castro.
Carlos II, o Calvo, deu o castelo, em 840, ao seu fiel cavaleiro Adeland, que o ofereceu à sua neta Roscille. Esta tinha casado com o Conde de Anjou, Fulque I de Anjou, o filho do Visconde Ingelger, e assim levou o castelo para aquela família. De Fulque I, a construção passou para o seu filho Fulque II de Anjou e, depois, para o filho deste, Godofedo I. Em 962, este mandou erguer no local uma igreja dedicada a Santa Maria, onde antes ficava a pequena e simples Igreja de Santa Maria Madalena, construída no século V pelo Bispo de Tours Santo Eustoche. Esta igreja dedicada a Maria foi a predecessora da actual colegiada de Saint-Ours, que até ao século XIX teve o nome de Notre-Dame (Nossa Senhora). O próprio castrum foi reconstruído, embora não esteja claro quem foi o reconstrutor. A única certeza é que foi construído para proteger contra a invasão feita pelos normandos ao Touraine no século X.

### Séculos XI e XII

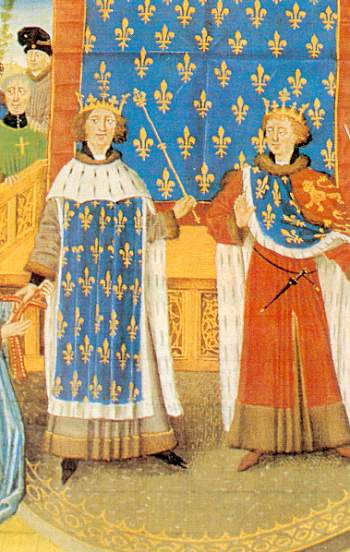
Ricardo Coração de Leão (direita) e Filipe II Augusto (esquerda) muito lutaram pelo Castelo de Loches.

Ao filho de Godofedo I, Fulque III de Anjou, é atribuída a construção da torre de menagem, cujo início de edificação aponta, segundo a opinião de investigadores nesta matéria, para o período entre 1013 e 1035. Fulque III estabeleceu durante o seu reinado como Conde de Anjou (987-1040) uma densa rede de fortificações, elevadas a intervalos de cerca de 30 quilómetros por todo o condado e que deviam garantir as pretensões de poder da sua Casa. A torre de menagem em Loches foi fortificada por este motivo.
Após a morte de Fulque III, o castelo foi herdado pelo seu filho, Godofredo II. Uma vez que este faleceu sem deixar descendentes masculinos, o edifício passou em 1060 para o seu sobrinho Godofredo III e, mais tarde, para o irmão deste, Fulque IV. No decurso do conflito permanente com os Condes de Blois-Chartres, o Castelo de Loches esteve, de forma contínua, ligado aos Conde de Anjou desde a sua criação.

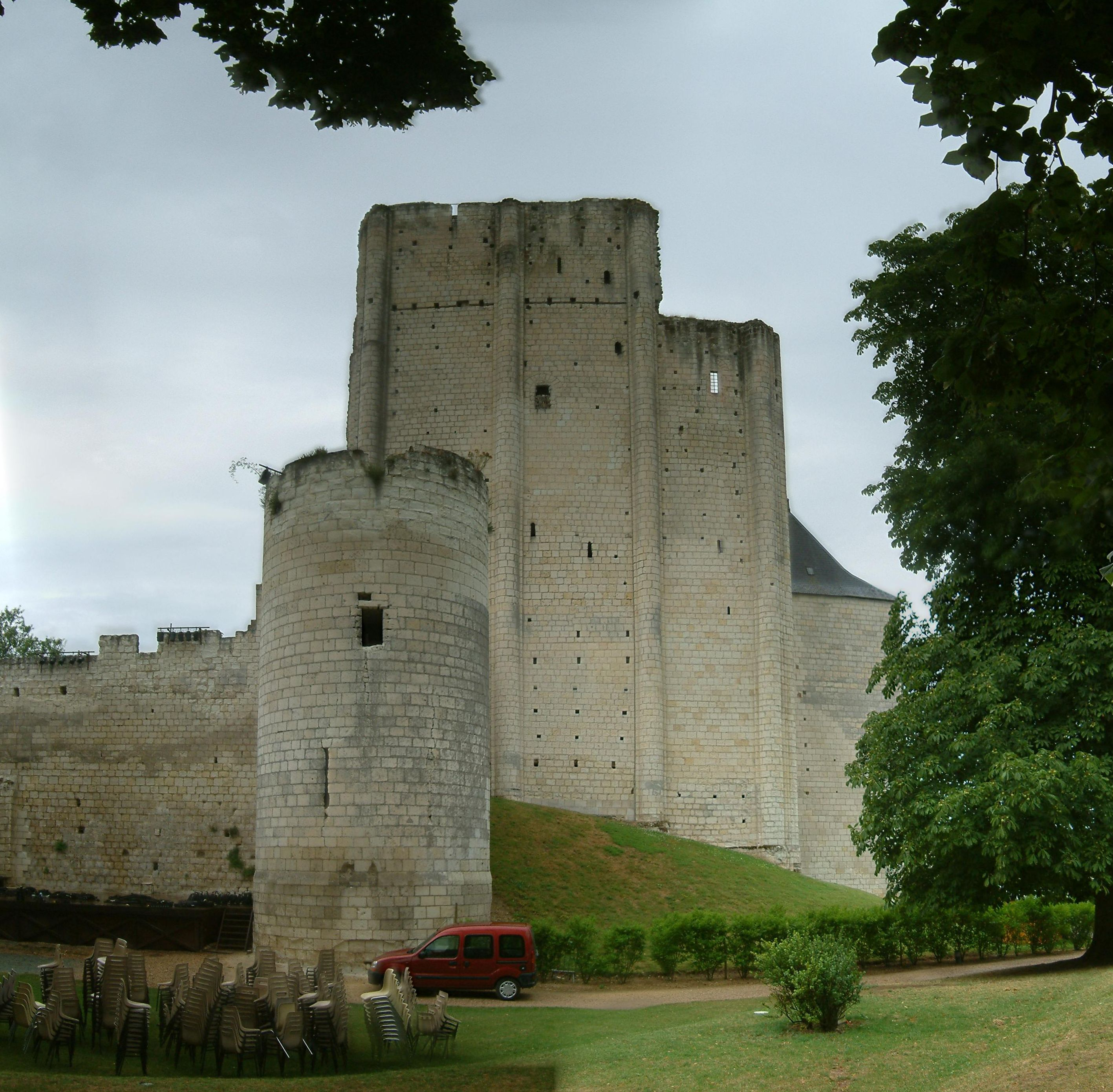
Torre de menagem do Castelo de Loches, cuja origem é atribuída a Fulque III de Anjou.

No século XII, este castelo foi palco de anos de cerco, quando Henrique II de Inglaterra e os seus filhos, João Sem Terra e Ricardo Coração de Leão lutaram com o rei francês Filipe II pela posse do Touraine. Como Godofredo V de Anjou, neto de Fulque IV, tinha casado em 1128 com Matilde de Inglaterra, neta e herdeira de Guilherme o Conquistador, reivindicou o castelo para si ao rei de França, gerando uma disputa pela sua posse que duraria décadas. O filho de Godofredo V, Henrique II de Inglaterra, herdou o castelo em 1150, mas perdeu-o em 1189 numa disputa familiar com o seu filho, Ricardo Coração de Leão, embora – como toda a Loches – o edifício estivesse agora mais fortificado. Depois de Ricardo Coração de Leão ter sido capturado no regresso da Terceira Cruzada, o seu irmão mais novo entrou num acordo com a Coroa francesa sobre o Castelo de Loches em 1193, mas em 1194 Ricardo retomou-o num golpe. Demorou apenas três horas para que o local voltasse para as mãos inglesas.
Em 1150 já a igreja em estilo românico tinha sido construída nas proximidades da torre de menagem. No entanto, logo que o edifício ficou concluído o tecto da nave ruíu, o que levou Thomas Pactius, o prior de então, à construção, cerca de 1165, de duas abóbadas octogonais sobre a nave e do seu telhado.

### Séculos XIII e XIV
Depois da morte de Ricardo Coração de Leão, a posse de Loches passou para o seu irmão, João Sem Terra, tendo o castelo sido atacado por Filipe II Augusto em 1204 e passado para o controle deste em 1205, depois dum ano de cerco. O Condestável Dreux IV de Mello foi nomeado castelão de Loches, um cargo que foi associado com os privilégios e as receitas correspondentes. No entanto, a concessão foi feita de tal modo que a Coroa francesa pudesse recuperar as terras associadas ao cargo em qualquer momento. Dreux V de Mello, filho de Dreux IV, faleceu sem filhos, pelo que o cargo passou para o seu sobrinho, Dreux VI de Mello. 
Quando Luís IX reclamou Loches para si, Dreux VI recusou a restituição, mudando de ideias apenas em 1249 a troco duma pensão anual de 600 libras. Luís IX incluiu definitivamente o castelo no Domínio Real, onde permaneceu até à revolução francesa. Apesar de ter sido sitiado pelas tropas inglesas durante a Guerra dos Cem Anos, estas não conseguiram tomar o edifício.

### Século XV

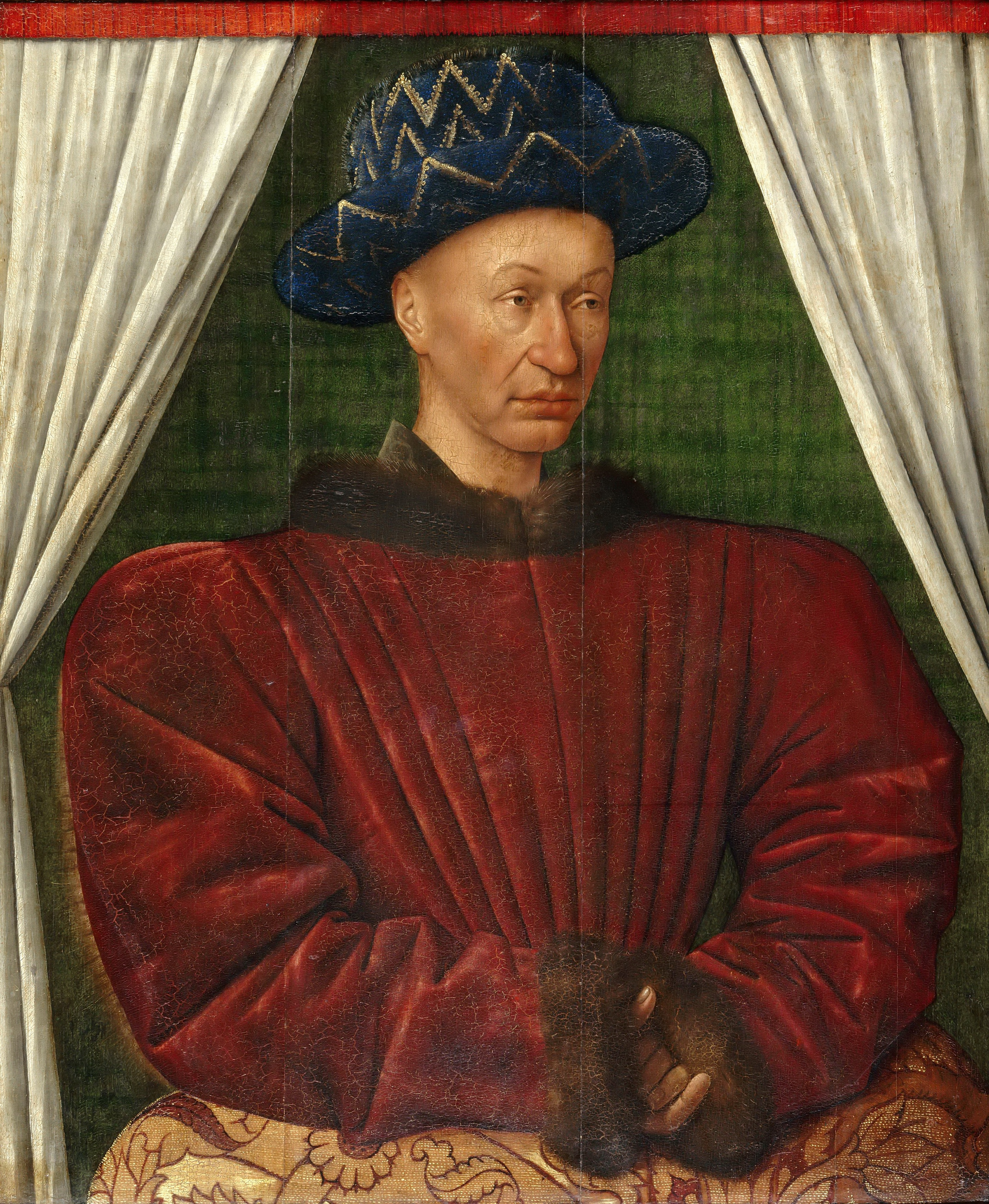
Carlos VII, por Jean Fouquet, século XV, Museu do Louvre.

Durante o seu reinado, no final do século XIV, Carlos VI começou a construir um novo edifício residencial na extremidade nordeste do planalto, embora a sua realização só se tenha concluído com o seu sucessor, Carlos VII. Também foi Carlos VI quem começou, por volta de 1415, a construir na área da torre de menagem uma semi-circular torre-prisão, que inicialmente recebeu o nome de Torre Nova mas hoje é conhecida como Torre Luís XI. 

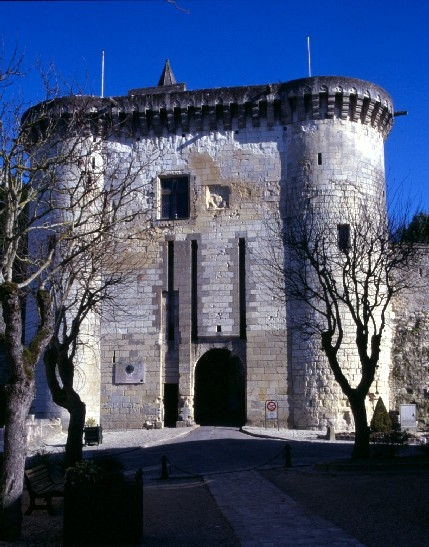
Aspecto exterior da Porta do Rei.

Carlos VII escolheu o Castelo de Loches, juntamente com o Château de Chinon, para sua residência principal e ainda acrescentou, em 1450, a Torre Martelet ao complexo da torre de menagem. Então, deu o castelo à sua amante, Agnès Sorel. Terá sido aqui que, em Junho de 1429, recebeu Joana d'Arc após o bem sucedido cerco a Orleães, que o convenceu a deixar-se coroar como rei em Reims.
Embora Luís XI, o filho de Carlos VII, tenha passado parte da sua infância no Castelo de Loches, não se sentia ali em casa, tendo preferido viver no Castelo Real em Amboise. Só no reinado do seu filho, Carlos VIII, é que o castelo voltaria a ser usado mais frequentemente como residência. Assim, este monarca também começou a expandir o Logis Royal para norte e terminou a Porta do Rei, datado dos séculos XII-XIII, com um edifício central e uma plataforma no telhado onde colocou os canhões. A ampliação do Logis Royal só seria concluída com o seu sucessor, Luís XII.

### Séculos XVI e XVII
Embora os Condes de Anjou tenham usado parte da sua torre de menagem como prisão, sob Luís XII começou o período em que esta seria a única função daquela área do castelo. Entre o final do século XV e a revolução francesa serviu como prisão de Estado e depois como uma prisão regional do departamento até 1926.
O Logis Royal perdeu gradualmente a sua função de residência favorita do rei francês e passou a ser utilizado apenas como pavilhão de caça. Assim, entre o final do século XV e o início do século XVI foram acrescentados outros edifícios menores, tal como uma nova portaria criada sobre a antiga torre da escada do cárcere. O Castelo de Loches perdeu finalmente a sua importância como residência real quando Francisco I elegeu o Château de Fontainebleau como seu local preferido após a morte da sua esposa, Cláudia de França, ocorrida em 1524.

### A partir do século XVIII
Durante a revolução americana, a França financiou e lutou com os americanos contra a Inglaterra e Luís XVI utilizou o Castelo de Loches como uma prisão para os ingleses.
Durante a revolução francesa o castelo foi severamente danificado e saqueado, passando a ser utilizado - agora enquanto propriedade pública - como sede da subprefeitura. O primeiro restauro ocorreu em 1806, de modo a preparar os espaços interiores para as suas novas funções. Outras medidas de conservação foram tomadas na década de 1880, sob a direcção do arquitecto Eugène Bruneau, as quais só no primeiro ano consumiram 48 000 francos. A saída dos reclusos no início do século XX deixou o complexo da torre de menagem livre para a gestão por parte duma fundação de arqueólogos amadores. 
Actualmente, o conjunto constituído pelo castelo, pela torre de menagem e pela Colegiada de Saint-Ours são propriedade da Comuna de Loches, encontrando-se aberto ao público.

## Arquitectura

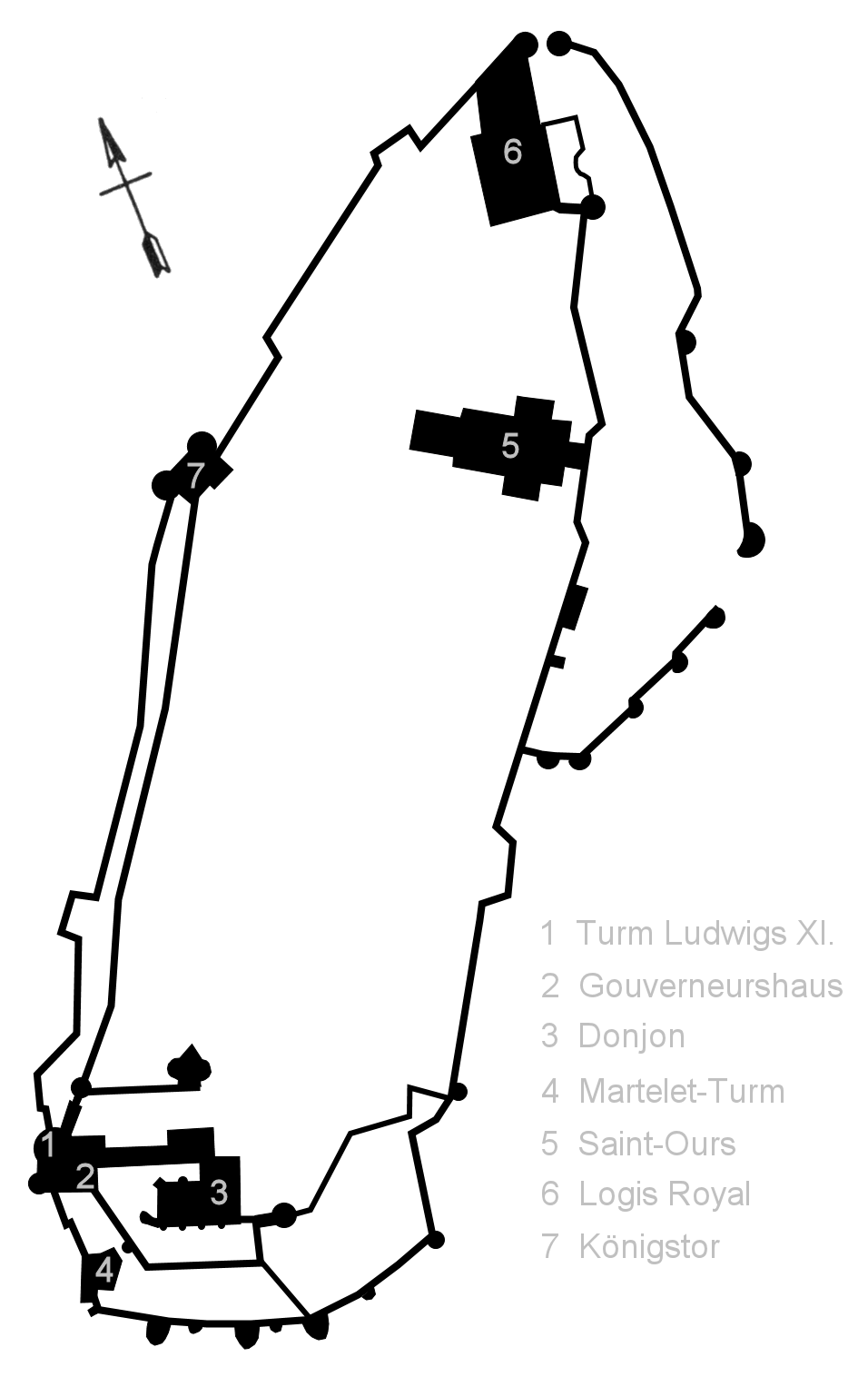
Planta do Castelo de Loches
1 - Torre Luís XI
2 - Casa do Governador
3 - Torre de Menagem
4 - Torre Martelet
5 - Colegiada de Saint-Ours
6 - Logis Royal
7 - Porta Real

O Castelo de Loches está cercado por uma muralha com quase dois quilómetros de extensão. No extremo norte do lugar está o Logis Royal, enquanto na parte sul se localiza o complexo da Torre de Menagem com as suas numerosas extensões. No lado leste, entre aquelas duas estruturas, aproximadamente a meio da metade norte, ergue-se a Colegiada de Saint-Ours. 
A chamada Porta Real (Porte Royale), construída no século XV, constitui a única forma de acesso ao recinto. Trata-se duma estrutura compacta, rodeada por mata-cães, que inclui duas torres redondas do século XIII. Actualmente é usada como museu.

### Complexo da Torre de Menagem
O complexo da Torre de Menagem, situado no extremo sul do planalto, é composto por quatro edifícios de épocas diferentes. As suas condições de construção não foram muito modificadas devido ao facto de ter servido como prisão até 1926.

#### Torre de Menagem

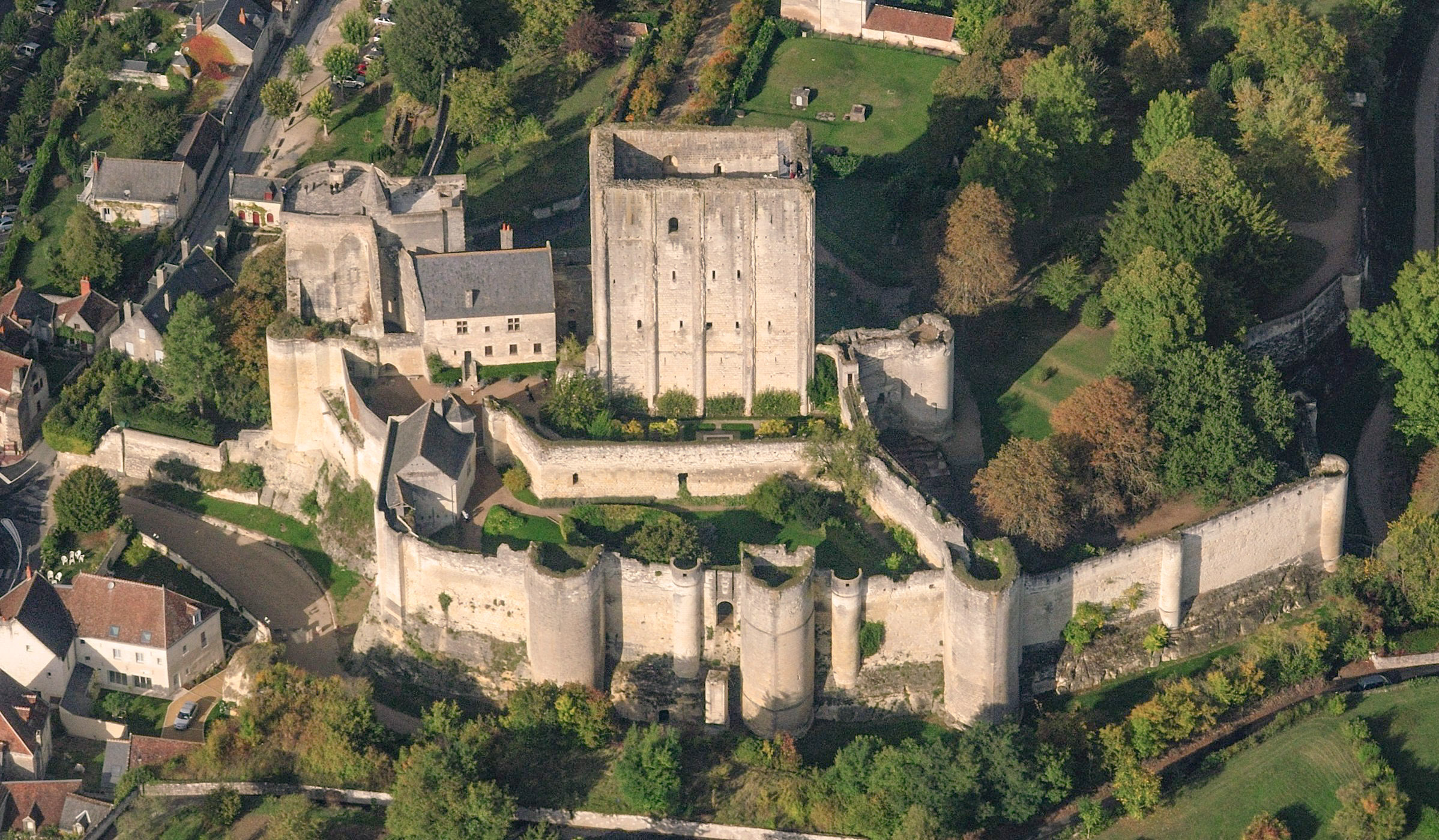
Vista aérea do complexo da Torre de Menagem.

A bem preservada torre de menagem é o edifício mais antigo de todo o castelo. A torre quadrangular de 25 por 15 metros  foi construída no início do século XI co blocos de pedra sem saliências e decorado com colunas românicas embutidas no seu exterior. Poços subterrâneos que percorrem todo o planalto testemunham que o material foi obtido directamente sob a futura localização.
Nas suas grossas paredes exteriores, que na base apresentam uma espessura de 3,50 metros, encontram-se lareiras, escadas e corredores. Alguns desses corredores não tinham saída e deviam induzir em erro um potencial invasor. Uma vez dentro desses corredores, podiam ser facilmente surpreendidos no seu regresso forçado; devido à pouca largura dos corredores, não importava o número de atacantes, uma vez que cada um deles estava sozinho fase aos defensores.

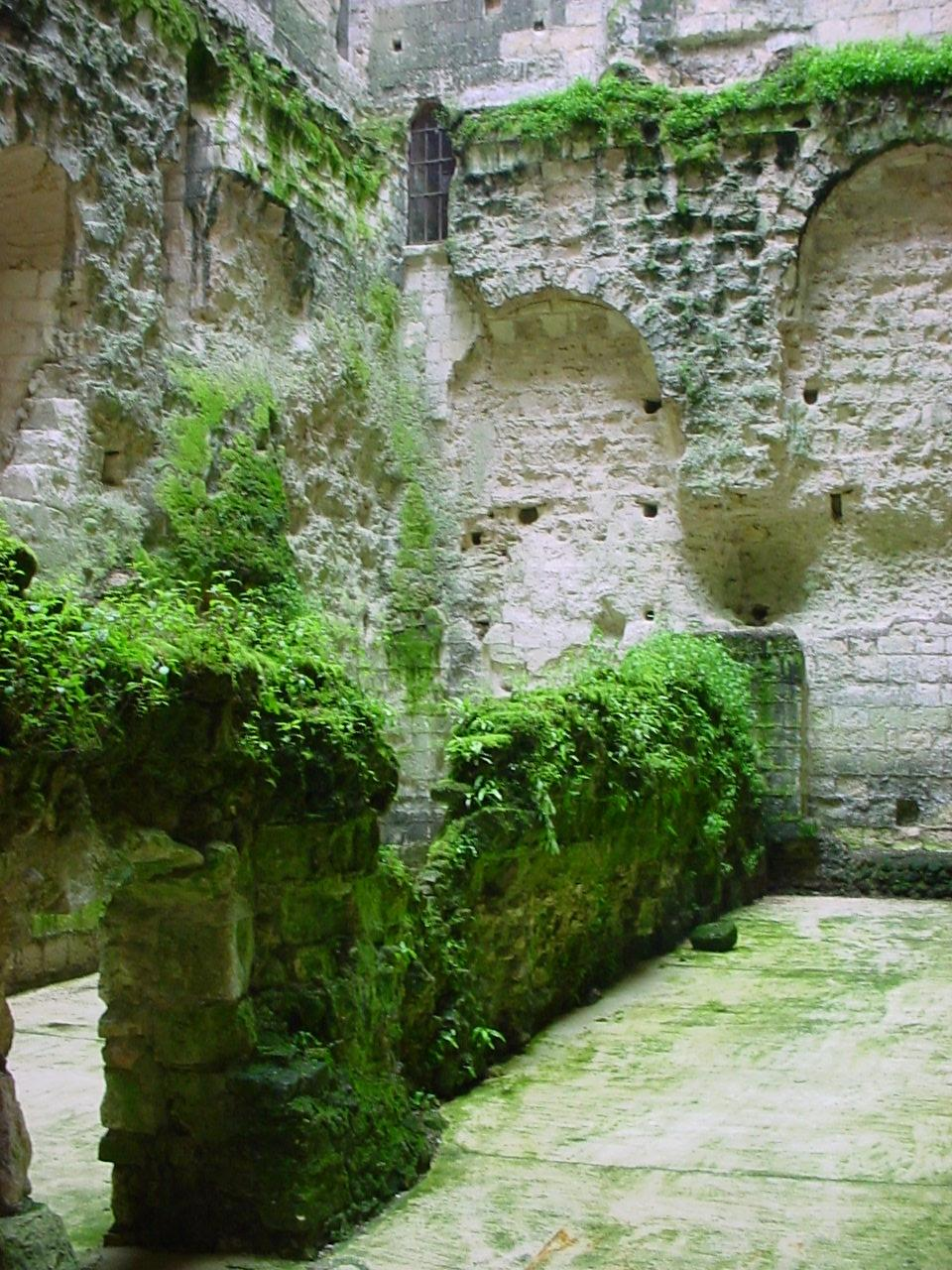
Detalhe da torre de menagem.

A torre tem 36 metros de altura, divida em cinco pisos, alguns deles com 7,5 metros de pé direito. Apenas os quatro andares mais baixos tinham cobertura, mas estas já não existem actualmente. O piso térreo, cujo teto era constituído por uma abóbada, serviu provavelmente como armazém de provimentos e era dividido por uma parede ao comprimento. Ainda existe um muro de poço destes primeiros tempos da estrutura. Os três andares situados acima foram usados como residência, o que é indicado pela existência de lareiras. Na parede exterior, ao nível do telhado da torre da escada, encontram-se vários buracos destinados a receber vigas. Bodo Ebhardt interpretou esse facto como prova da existência dum adarve anterior.
A única entrada para a torre fica a uma altura de três metros e alcança-se pela torre mais baixa, de quatro andares, que contém o portão e a escadaria, a qual antecipa a torre de menagem no seu lado norte. Esta é acessível por uma entrada acima do nível do solo no seu lado ocidental. Tal como a torre de menagem, esta torre também não tem telhado. No piso térreo, com três seteiras na sua parede norte, uma escada de pedra com 49 degraus conduz à entrada da torre de menagem. O andar por cima do vão da escada era ocupado por uma sala, da qual ainda hoje se conservam a lareira e o arco da janela. Este espaço serviu como antecâmara para o salão dos cavaleiros, que se encontra ao mesmo nível na torre de menagem. No terceiro andar ainda pode ser vista uma abside semicircular, uma vez que era aqui que se encontrava antigamente a capela do castelo.

#### Torre Luís XI

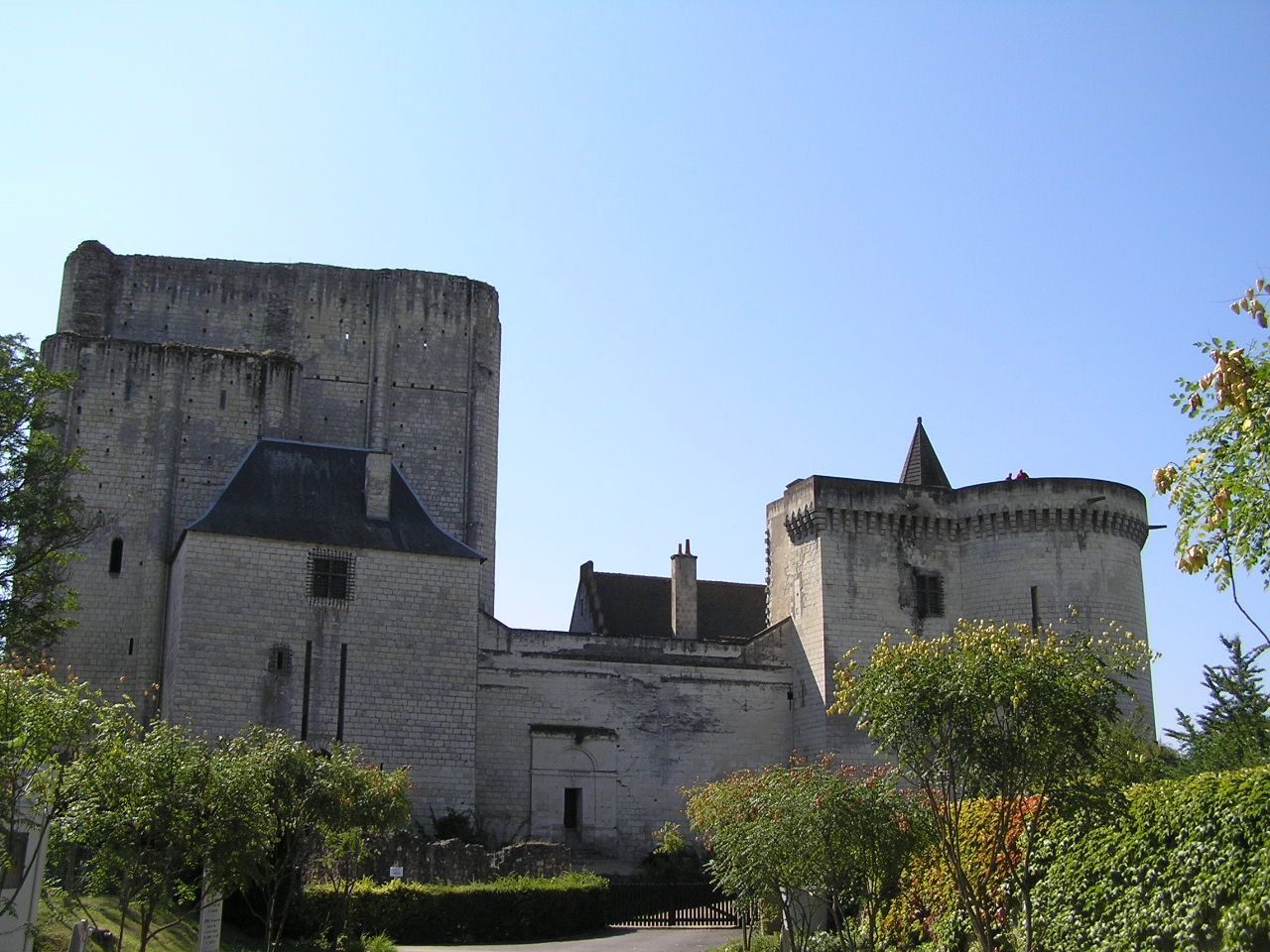
A Torre Luís XI, à direita, junto da Torre de Menagem, com torre da escada e alpendre.

Desde o Renascimento que a torre de menagem está flanqueada no seu lado oeste pela Torre Luís XI (Tour Louis XI), uma estrutura semicircular com 25 metros de altura. Esta também foi conhecida como Torre Nova (Tour Neuve) e foi construída como uma torre-prisão. 
Cada um dos seus quatro pisos acomoda uma única grande divisão. Equipada com merlões e mata-cães, o seu telhado aterraçado foi concebido como um local para canhões.
Numa masmorra da cave do torre está a reconstrução duma gaiola de prisioneiros, tendo a original sido construída pelo historiador Philippe de Commynes por ordem do rei francês Luís XI. As chamadas filettes eram gaiolas feitas de madeira e ferro, com apenas 1,75 metros de comprimento por 1,5 de altura, que ficavam suspensas cerca de dois metros abaixo do teto. Talvez Philippe de Commynes tenha experimentado na pele a sua própria invenção, sabendo-se, pelo menos, que penou por vários anos na Torre Luis XI depois de se ter rebelado contra a regente Anne de Beaujeu. Porém, entre os historiadores é controverso se os filettes serviam realmente para a estadia permanente dos prisioneiros ou apenas para o seu transporte. O último filette autêntico foi destruído durante a revolução francesa, de modo que actualmente só podem ser vistas cópias.

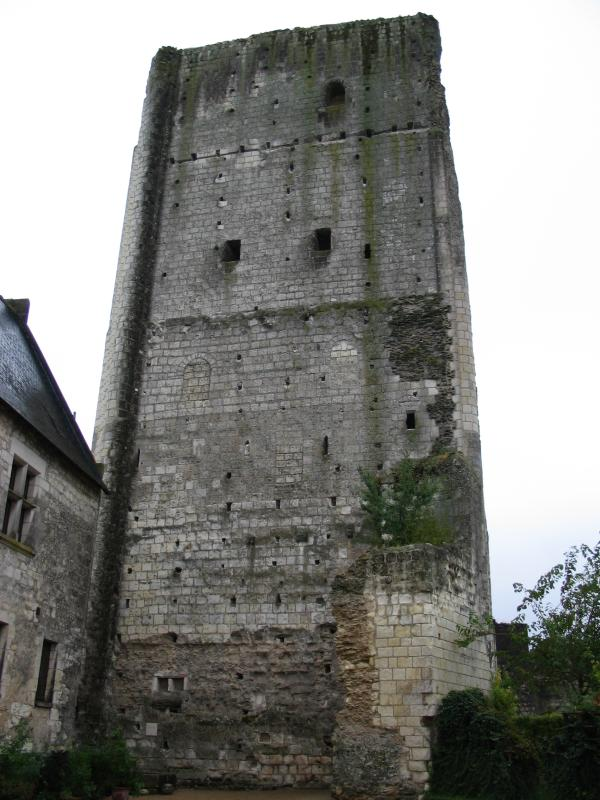
Exterior da Torre Martelet.

#### Torre Martelet
Na área sudoeste do complexo da torre de menagem existe uma torre poligonal chamada de Torre Martelet. Talvez tenha recebido o nome em referência a Godofredo II Martel, Conde de Anjou. Tal como a Torre Luís XI, também esta torre serviu de prisão. Com 20 metros de altura, tem três pisos acima do solo. No subsolo encontram-se espalhadas muitas masmorras talhadas nas rochas em vários andares. 
O mais famoso dos seus prisioneiros foi o Duque de Milão Ludovico Sforza, que decorou a sua cela, durante oito anos, com afrescos e inscrições. Ainda hoje estão preservadas algumas dessas pinturas na parede ocidental da sua cela. Porém, a sua famosa frase Celui qui net pas contan(t) ("Aquele que não está feliz") já não está disponível desde a década de 1980 porque o reboco se desintegrou neste ponto da parte.
Outros ocupantes famosos da Torre Martelet foram Jean de Poitiers, pai de Diane de Poitiers, e o Cardeal Jean de la Balue, ministro de Luís XI.

#### Casa do Governador
A quatrocentista Casa do Governador está ligada à Torre Luís XI na sua extremidade sul. O grande salão do edifício é agora usado para exposições.

### Logis Royal

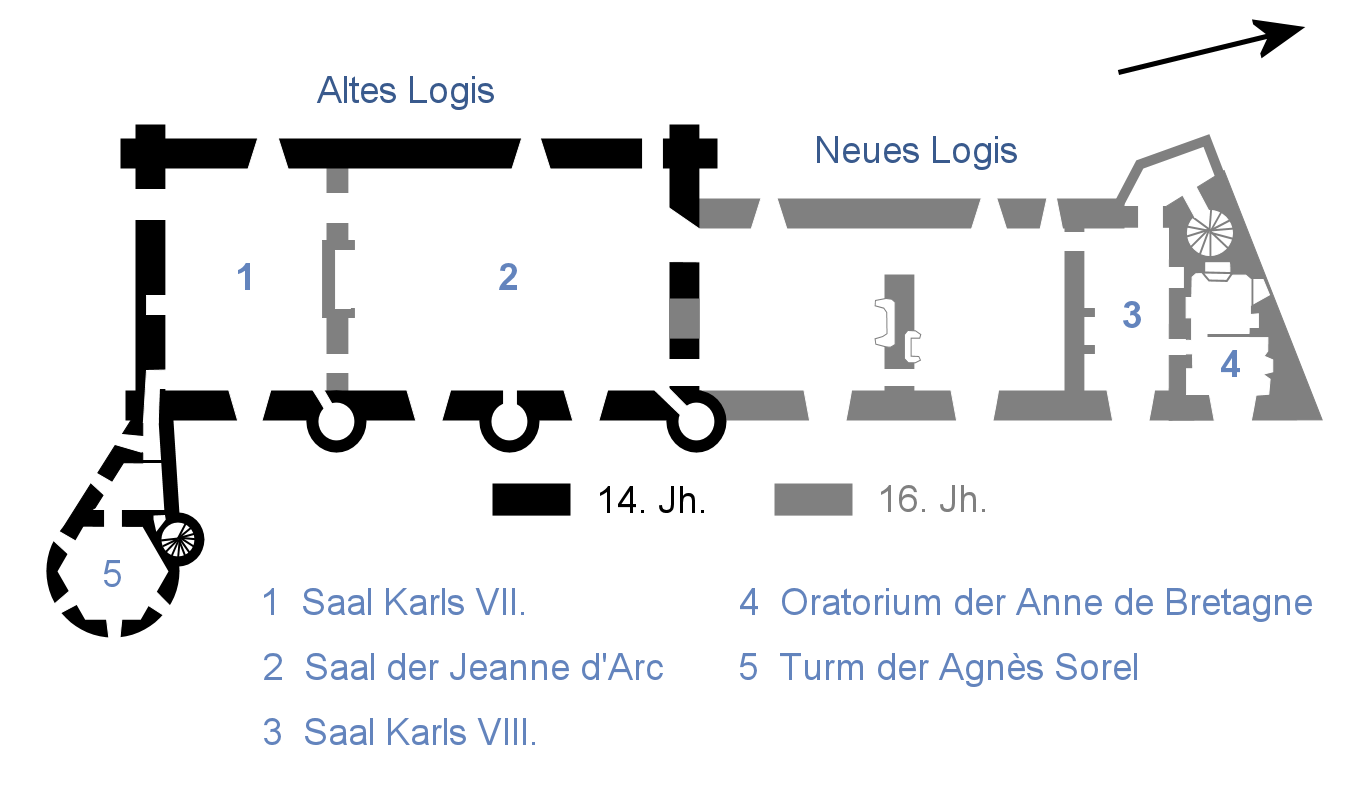
Planta esquemática do Logis Royal
1 - Sala Carlos VII
2 - Sala de Joana d'Arc
3 - Sala Carlos VIII
4 - Oratório de Ana da Bretanha
5 - Torre de Agnès Sorel

O Logis Royal (Alojamento Real) é constituído por um edifício principal com duas alas de épocas diferentes e pela Torre de Agnès Sorel (Tour Agnès Sorel). A parte mais antiga é formada pela sua ala sul, os chamados Alojamentos Velhos (Vieux Logis), seguida a norte pelo Alojamento Novo (Nouveau Logis), concluído no século XVI. A Torre de Agnès Sorel forma o canto sudeste do edifício e está unida aos Alojamentos Velhos por uma ala baixa de ligação.

#### O exterior

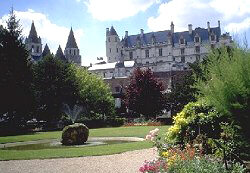
Vista geral do Logis Royal.

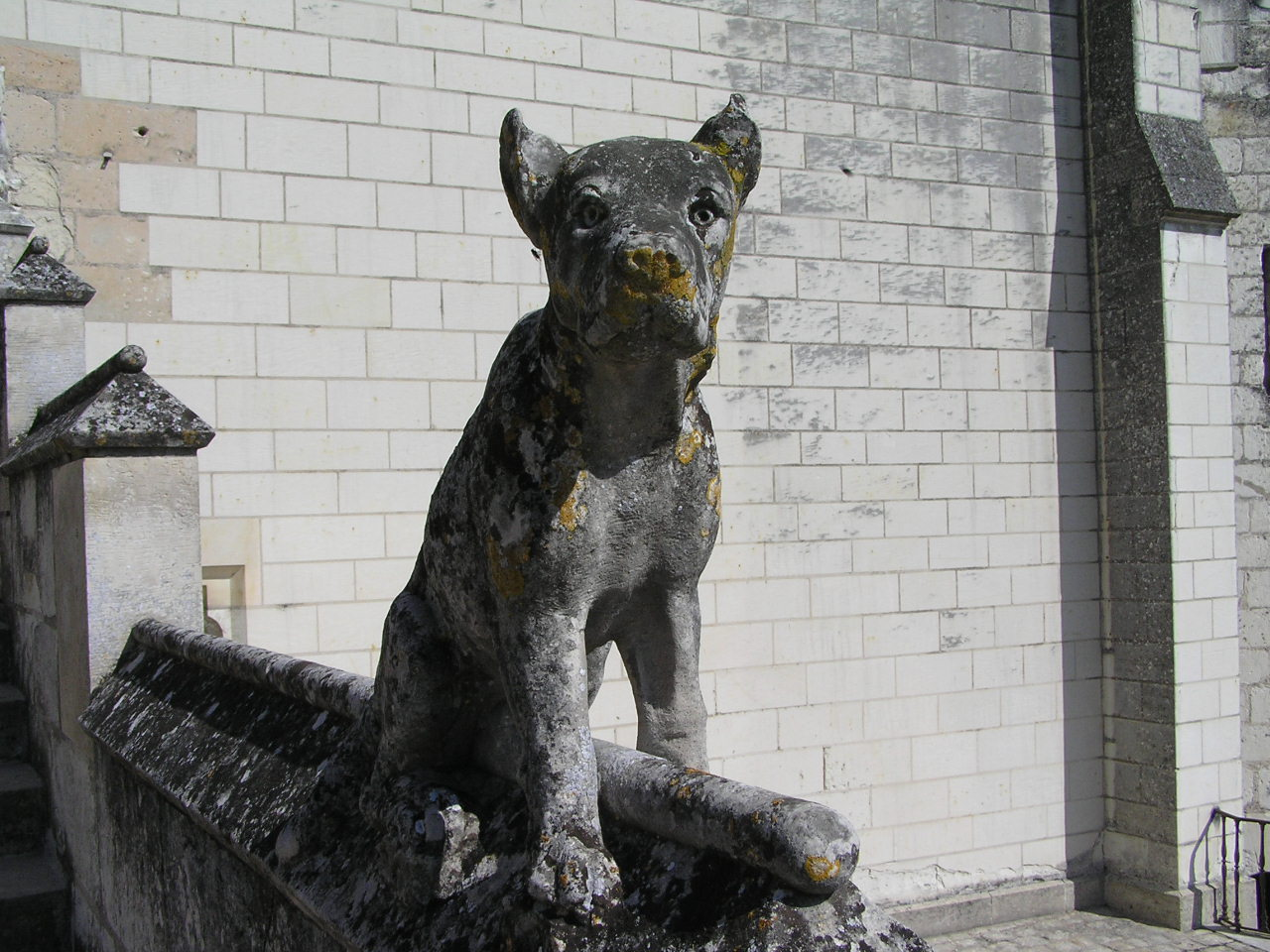
Cão de caça que testemunha a função do palácio como pavilhão de caça.

Na actual aparência externa da residência podem ser percebidas duas diferentes fases de construção, particularmente visíveis a partir do terraço leste. 
A fachada do Alojamento Antigo, com três pisos, é caracterizada por um austero estilo militar e apresenta elementos próprios das fortalezas, tais como ameias e seteiras. O nível do telhado é rodeado por quatro torres redondas nos cantos, possuindo uma empena escadeada na face sul.
A escadaria que sobe para o portal é delimitada por cães de caça esculpidos em pedra, o que testemunha a função de pavilhão de caça dada ao palácio por Carlos VIII e Luís XII. Acima da entrada encontra-se o brasão da casa real francesa com três flores-de-lis.

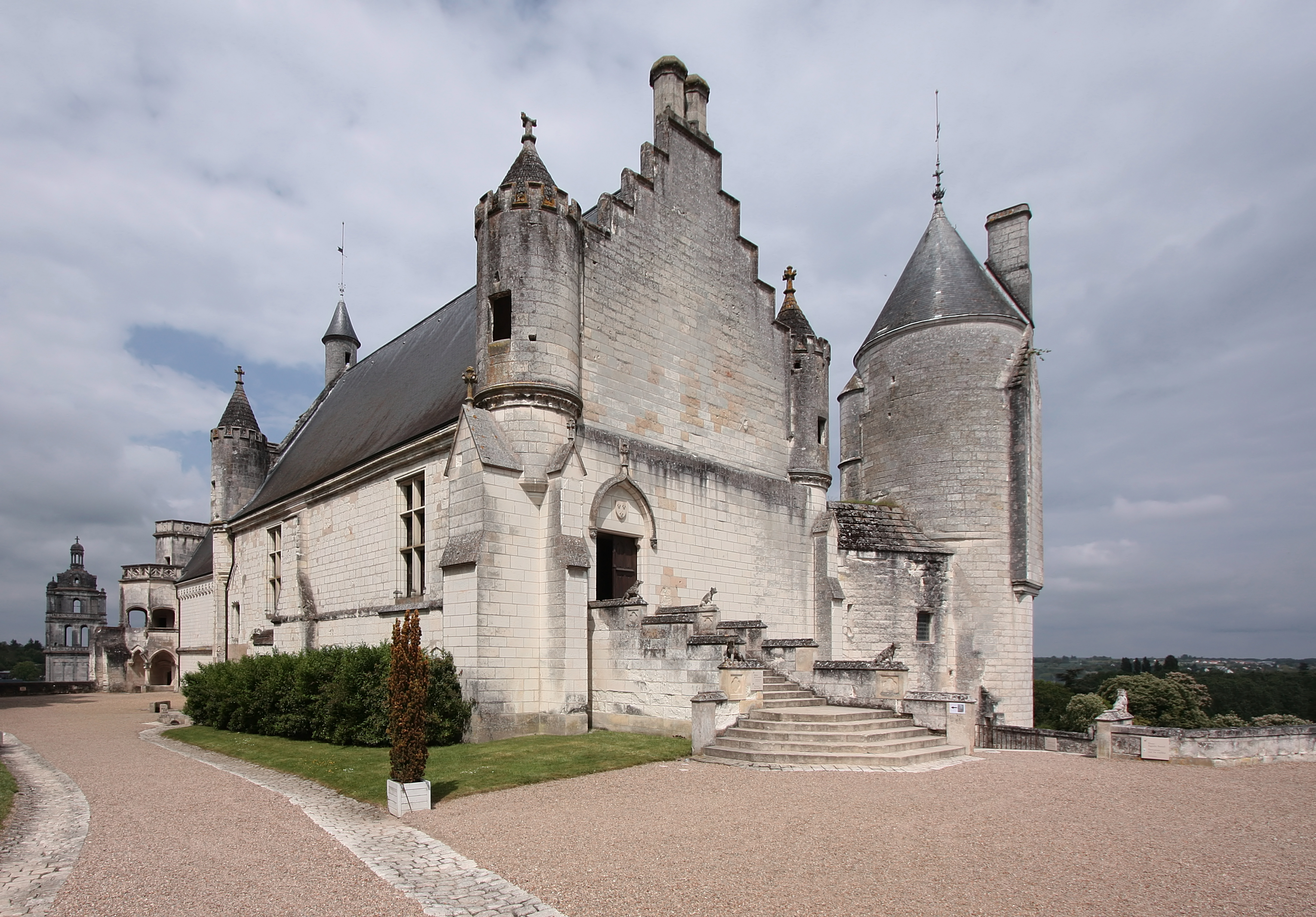
O Logis Royal visto de sudoeste.

O Alojamento Novo, igualmente com três pisos, forma a parte norte da residência. A sua fachada possui um friso abaixo do telhado com características flamboyants. O seu sótão apresenta um telhado inclinado ligeiramente curvado, com três águas-furtadas no lado leste, encimadas por frontões ricamente decorados. 
Destacada no extremo norte da residência, embora erguida com algumas semelhanças arquitectónicas em relação ao Alojamento Novo, fica a capela privada de Ana da Bretanha.
A Torre de Agnès Sorel está ligada aos Alojamentos Velhos através duma parede baixa e espessa. Esta torre redonda recebeu este nome no século XIX por ter abrigado o túmulo de Agnès Sorel, a amante de Carlos VII, a partir de 1809, o qual se manteve ali até 1970. A torre de quatro pisos com um telhado cónico foi construída no século XIII e tem adossada uma torre de escadas semi-circular com um casal esculpido na consola.

#### Interiores

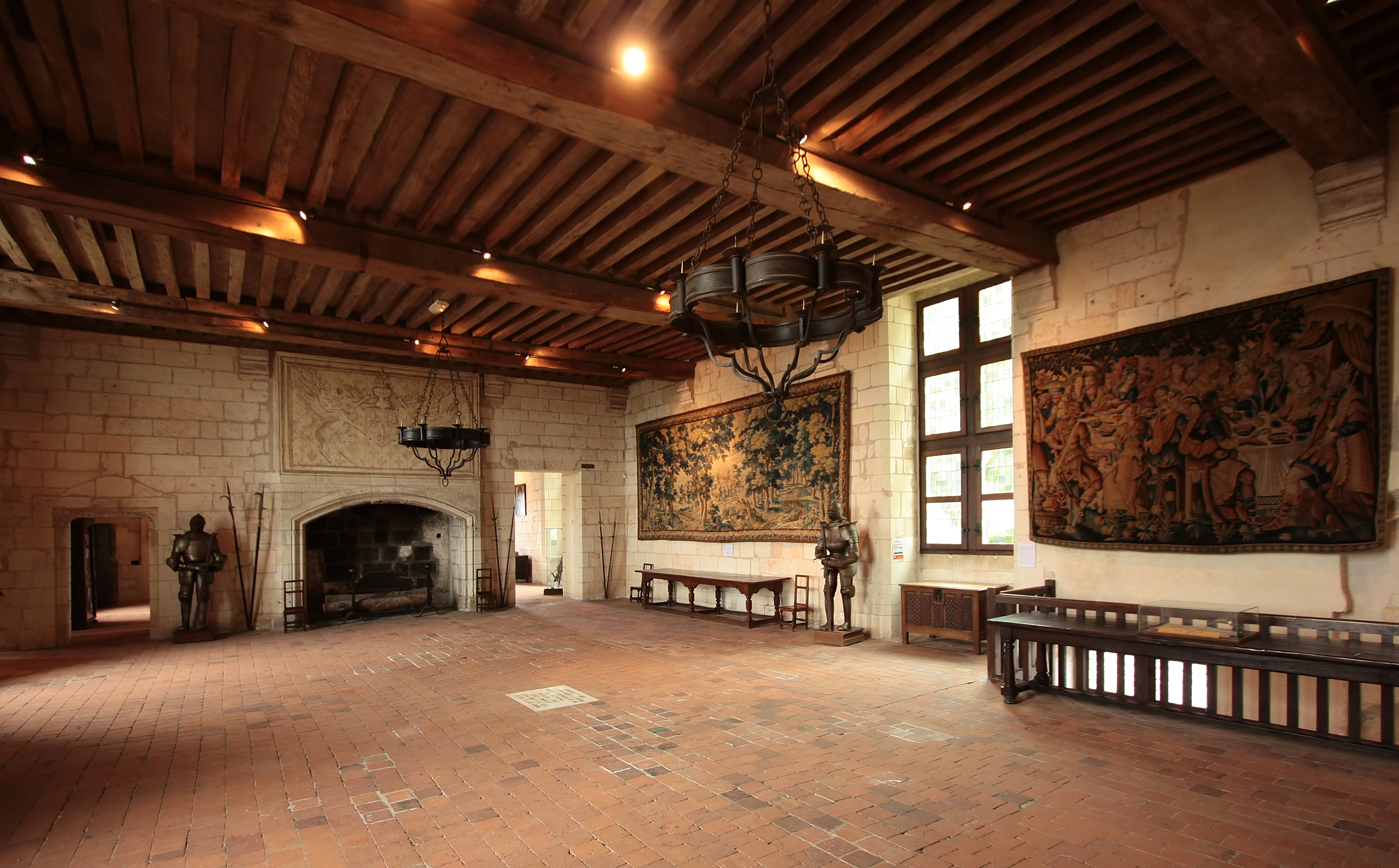
A Sala de Joana d'Arc.

Através do portal principal dos Alojamentos Velhos, entra-se na Sala Carlos VII, espaço que já foi o seu quarto privado. Ali pode ser vista uma cópia do manuscrito onde está registado o julgamento de Joana d'Arc, realizado em Rouen no ano de 1431. Um elemento que chama a atenção é a tapeçaria proveniente de Bruxelas intitulada Allégorie de la musique (Alegoria da Música). O recheio da sala fica completo com a cópia dum retrato de Carlos VII, cujo original se encontra no Museu do Louvre.
Para norte, segue-se a Sala de Joana d'Arc, que era usada como salão de festas. Possui uma grande lareira e na época de Carlos VII chegava até ao telhado, atingindo uma altura de 14 metros.

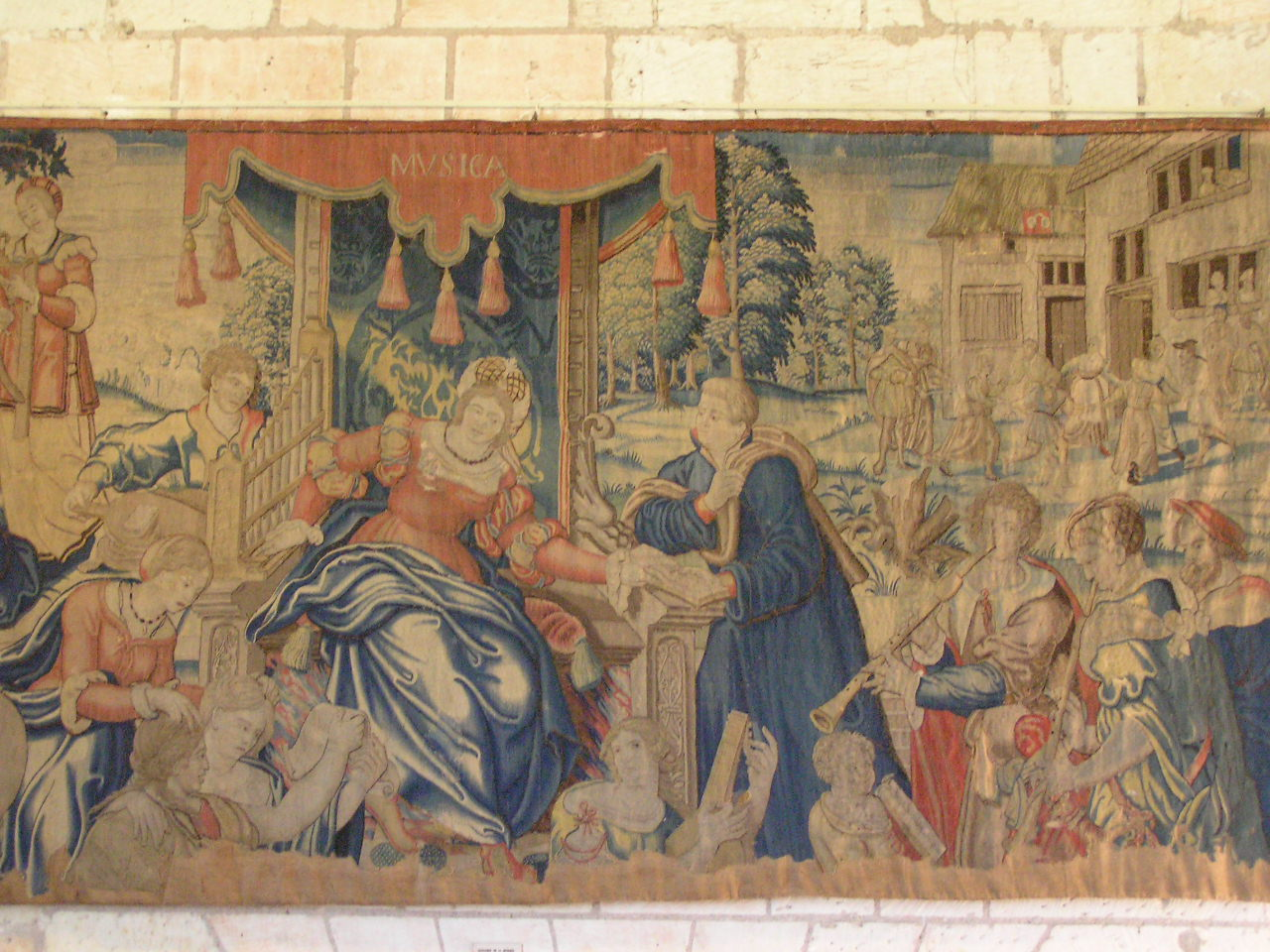
A tapeçaria Allégorie de la musique na Sala Carlos VII.

A partir da Sala de Joana d'Arc acede-se através duma porta à sala que conteve o túmulo de Agnès Sorel entre 1970 e Abril de 2005. Na parede pode ser vista uma cópia do seu famoso retrato Jovem mulher de Melun, por Jean Fouquet. Com excepção duma lareira, esta sala está completamente despojada de adornos. Segue-se-lhe um espaço onde se encontra um tríptico com a Paixão de Jesus. Esta obra, originária da Igreja de Saint-Antoine, data de 1485 e é atribuída à escola de Jean Fouquet. A pintura do aposento a têmpera sobre madeira é caracterizada pelo seu elevado realismo de representação.
Próxima desta sala fica a Sala Carlos VIII, na qual se pode ver junto ao seu retrato um outro da sua esposa, Ana da Bretanha, assim como uma pintura que mostra Maximiliano I de Habsburgo com a sua família.
O Oratório de Ana da Bretanha, hoje completamente restaurado, tem entrada separada no lado norte do Logis Royal. A capela esculpida em pedra, construída durante o reinado de Luís XII para a sua esposa, apresenta paredes com relevos em toda a sua superfície. Mostram ao lado do arminho, o motivo heráldico dos Duques da Bretanha, o nó da corda de São Francisco, elemento que Ana da Bretanha tinha adicionado como emblema no seu brasão. A capela é coberta por uma abóbada arcada e possui um pequeno altar gótico.

### Colegiada de Saint-Ours

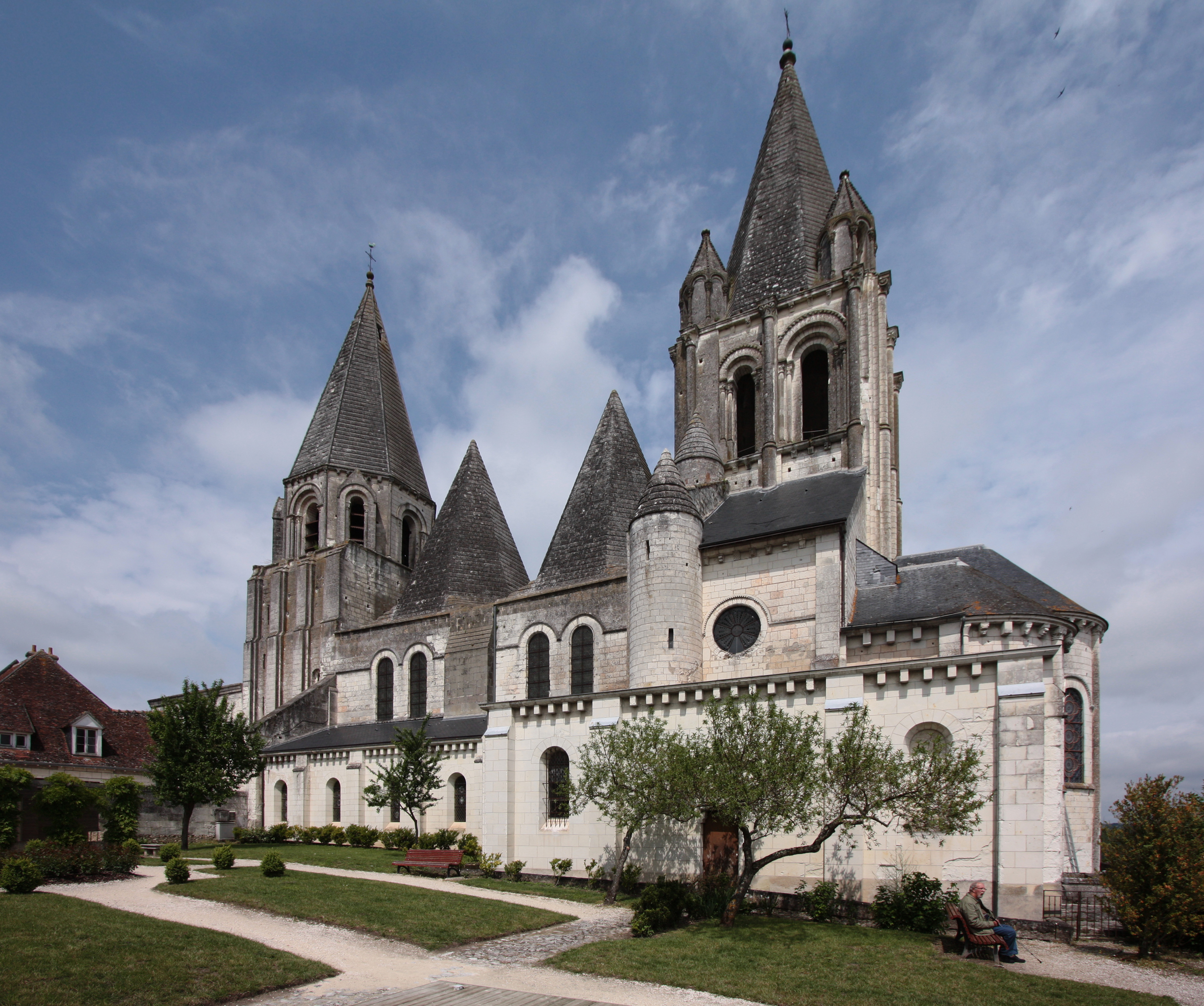
Aspecto exterior da Colegiada de Saint-Ours.

A colegiada pertencente ao complexo do castelo situa-se no ponto mais alto do planalto e é dedicada a Ursus de Auxerre, santo que levou o Touraine ao Cristianismo no século V. Construída no século XI, foi alterada no século XII. Nos século XIV e XV foi renovada incluindo elementos da construção românica anterior, pelo que a igreja apresenta características de estilo românico juntamente com as de estilo gótico.
A mais extraordinária característica do edifício é constituída pelas suas duas torres octogonais formadas por telhados em forma de pirâmide, que se elevam entre a torre do portal, com abóbada de nervuras, e a torre principal. Estes dois elementos são na realidade apenas os telhados de duas abóbadas octogonais sobre os tramos da nave central, cuja construção se tornou necessária por o telhado da primeira colegiada do século XII ter desmoronado pouco depois da sua conclusão. Esta solução não era muito comum para os edifícios da igreja, mas foi feito sem o recurso a qualquer estrutura de apoio adicional. Devido à forma incomum para a sua arquitectura sagrada, são ainda a característica mais marcante do edifício.

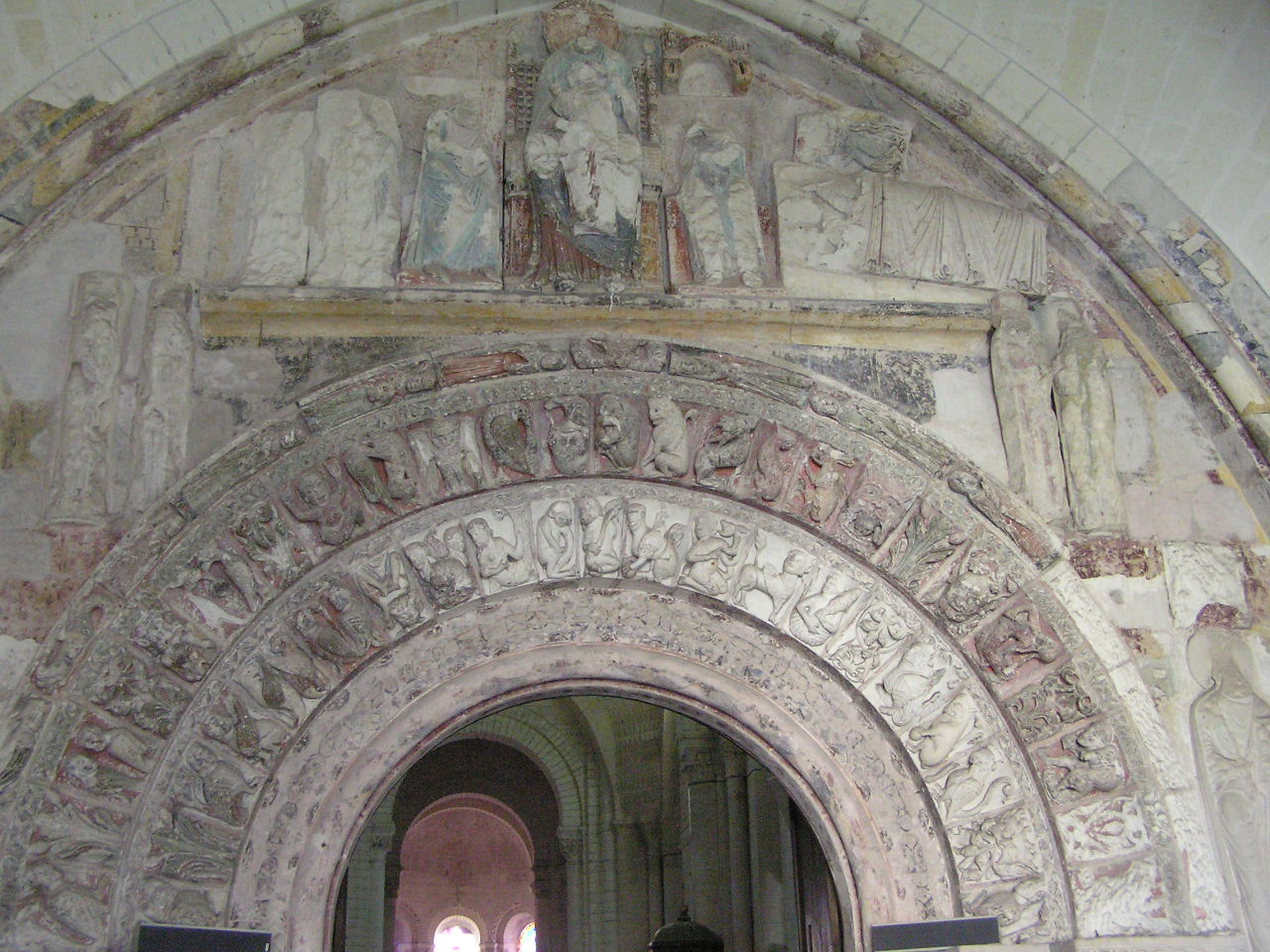
Portal principal da Colegiada de Saint-Ours com restos de tinta colorida.

A igreja tem um coro com três absides e está equipada com um rico adorno constituído por esculturas em pedra que apresentam, entre outras, criaturas míticas medievais. A arquivolta do seu portal românico, também ricamente decorada, tem hoje vestígios da pintura colorida original e está adornada com o mais vasto ciclo de figuras do vale do Loire. Na cripta sob a sala sul do coro pode ser visto um afresco, da segunda metade do século XII, que representam São Brice, sucessor de Martinho de Tours.

#### O túmulo de Agnès Sorel
Agnès Sorel tinha deixado no seu testamento uma generosa doação para o convento em Loches, num total de 2 000 escudos de ouro. Além disso, tinha decretado que o seu coração fosse sepultado na Abadia de Jumièges e o seu corpo na Igreja de Saint-Ours. Portanto, existiram durante algum tempo dois túmulos para os seus despojos. Porém, o que se encontrava em Jumièges não sobreviveu, uma vez que foi parcialmente danificado pelos calvinistas no século XVI e completamente destruído durante a revolução francesa.

##### Descrição

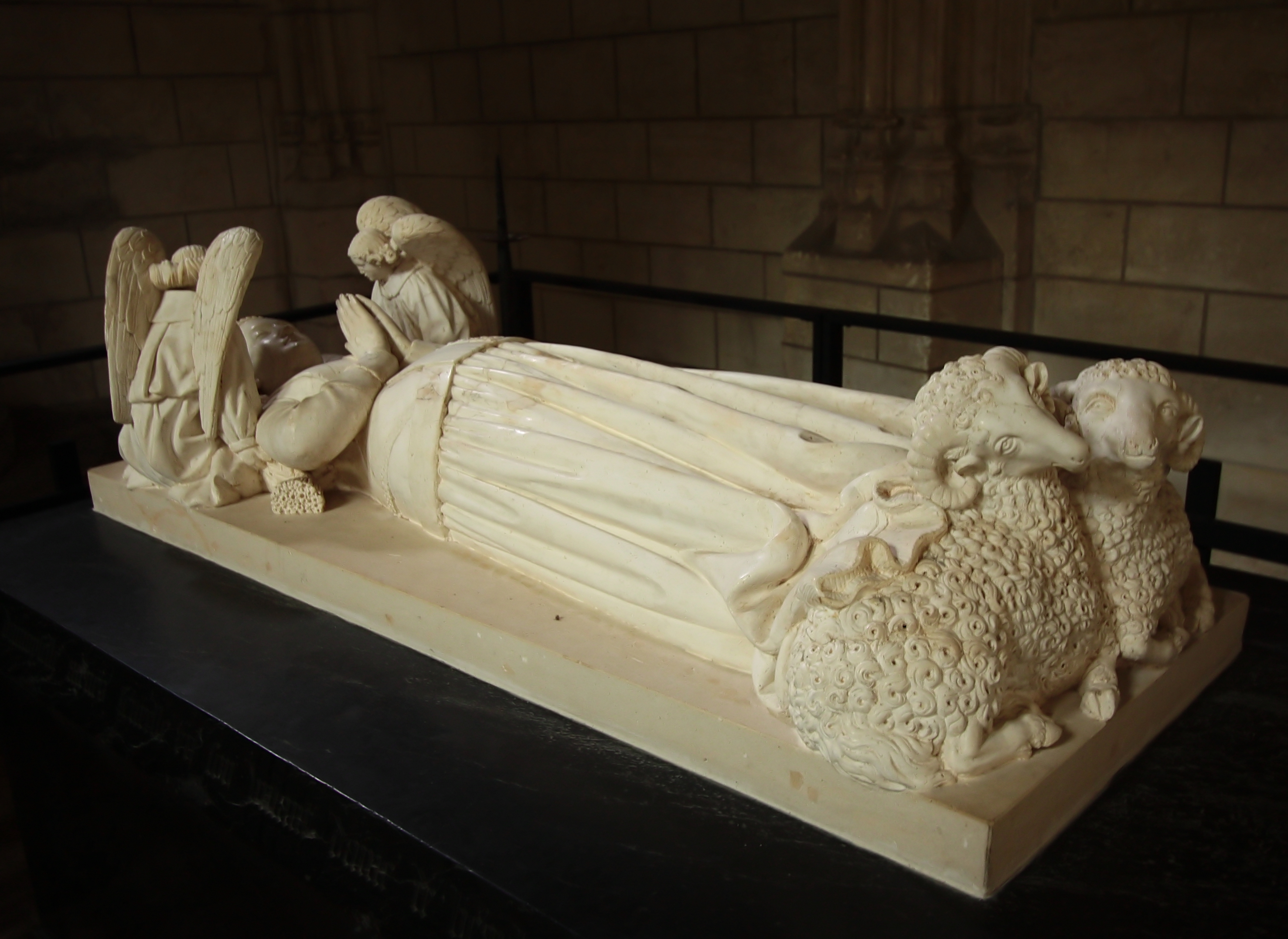
O túmulo de Agnès Sorel, hoje exposto na colegiada.

O túmulo foi construído por ordem de Carlos VII. Sobre o túmulo de mármore preto encontra-se reclinada uma figura de alabastro branco em tamanho natural. Este contém, na sua extremidade superior, uma inscrição cujas letras eram inicialmente douradas. Nela pode ler-se:
Cy gist noble damoyselle Agnès Seurelle en son vivant dame de Beaulté, de Roquesserière, d'Issouldun et de Vernon-sur-Seine piteuse envers toutes les gens et qui largement donnoit de ses biens aux eglyses et aux pauvres laquelle trespassa le IXème jour de février l'an de grâce MCCCCXLIX, priies Dieu pour lame delle. Amen.

(Aqui descansa a nobre Dama Agnès Seurelle, em sua vida senhora de Beaulté, de Roquesserière, de Issouldun e de Vernon-sur-Seine, compassiva para com todas as pessoas e que largamente deu os seus bens às igrejas e aos pobres, a qual morreu no IXº dia de Fevereiro do ano da graça de MCCCCXLIX, oremos a Deus pela sua alma. Amen.)
Até hoje não é claro se a figura foi executada pelo escultor Jacques Morel ou pelo seu contemporâneo Michel Colombe. Mostra uma mulher com roupas simples carregando uma coroa. A sua cabeça está sobre um travesseiro, que é flanqueado à direita e à esquerda por uma escultura de anjo. Aos pés da figura estão dois cordeiros, o significado do seu nome próprio Agnes, que deveriam representar a humildade. As mãos da escultura de mulher estão dobradas em oração.

##### História do túmulo

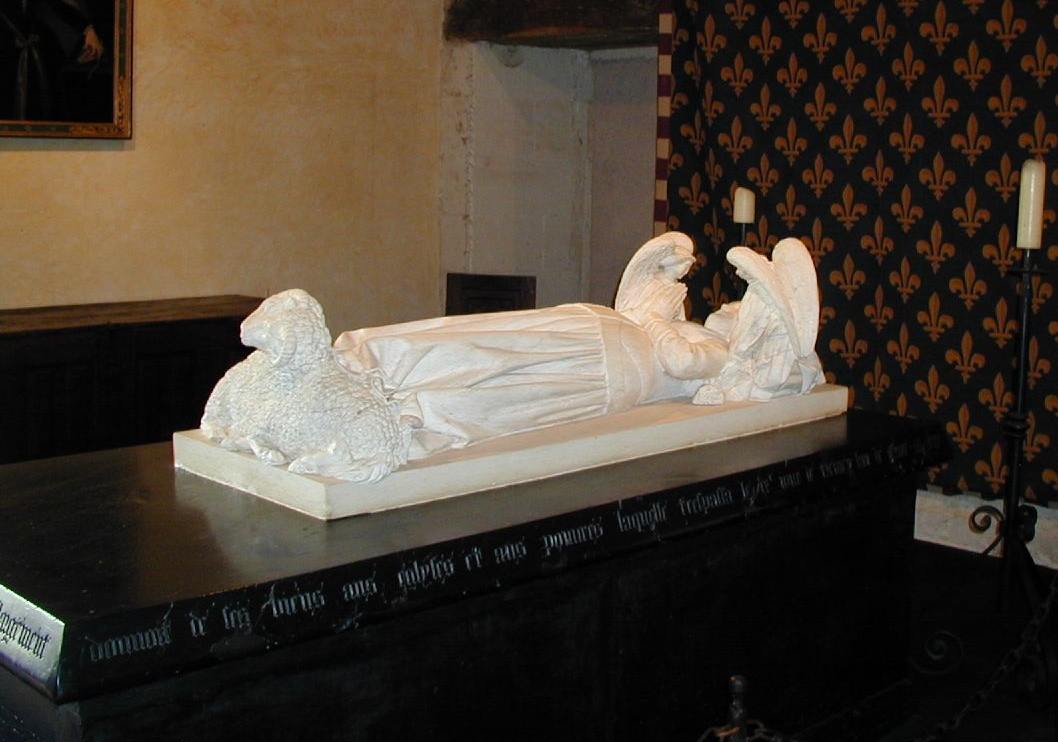
Vista geral do túmulo de Agnès Sorel.

O túmulo de Agnès Sorel ficou inicialmente no meio do coro da igreja, mas logo após a morte de Carlos VII os cónegos quiseram removê-lo da sua posição exposta. Viraram-se para Luís XI com a referência à sua vida impura e com o pretexto de que o túmulo perturbaria as suas missas. Foi acordada a transferência com a condição que as generosas doações de Agnès deviam ser devolvidas, e, assim, o túmulo foi deixado no seu lugar. No entanto, ao longo dos séculos seguintes houve vários pedidos, por parte da igreja ao respectivo rei francês, para que fosse permitida a remoção do túmulo para outro sítio, mas sempre sem sucesso. Até que Luís XV escreveu "Néant, laisser le tombeau où il est" ("Nada, deixar o túmulo onde ele está").
Em 1777, Luís XVI acabou por ceder à insistência dos cónecos e aprovou a transferência. O túmulo foi, então, aberto pela primeira vez. Vieram à luz os fragmentos de três caixões dentro uns dos outros – dois de carvalho e um de chumbo – que continham os restos mortais parcialmente conservados de Agnès Sorel; incluindo também cabelos loiros penteados numa trança. De acordo com o seu último desejo, a amante foi sepultada sem jóias, já que não havia nenhuma no túmulo. Após a transladação para uma urna, os restos mortais foram novamente sepultados no túmulo, agora deslocado para o lado direito do coro.
Em 1793, durante a revolução francesa, o túmulo foi profanado pelos revolucionários por ter sido confundido com o túmulo dum santo. O túmulo foi severamente danificado e a urna levada para o cemitério da casa paroquial, onde foi descoberta apenas em 1970.
Na época do Primeiro Império, o então prefeito dos Departamentos, General François René Jean de Pommereul, levou os restos do túmulo para Paris e mandou-o restaurar pelo escultor Pierre Nicolas Beauvallet em 1807. As mãos, que seguravam um livro, entretanto danificadas, foram substituídas por outras, agora na versão de oração. Posteriormente, o túmulo foi instalado, em 1809, numa espécie de jazigo na Torre de Agnès Sorel e disponibilizado ao público para visita. Permaneceu ali até Março de 1970, quando foi removido, por razões de conservação, para o Logis Royal.
No dia 28 de Setembro de 2004, a sepultura foi aberta pela terceira vez e os restos mortais examinados por um criminalista. Os resultados do estudo revelaram que se tratava, de facto, da amante de Carlos VII e que a sua morte se ficou a dever a uma intoxicação por mercúrio. Uma vez terminada a investigação, o túmulo foi colocado na nave esquerda da colegiada, por decisão do Conselho Geral do departamento do Indre-et-Loire, e a urna sepultada no dia 2 de Abril de 2005 na presença de representantes da aristocracia francesa. Passados 196 anos, o túmulo voltou assim para o seu lugar de sepultura original.

## Literatura
- Direction du Tourisme du Département d’Indre-et-Loire: Das Königsschloss von Loches. Saep Édition, Ingersheim 1982.
- Bodo Ebhardt: Der Wehrbau Europas im Mittelalter. Band 1, Reprint der Ausgabe von 1939. Stürtz, Würzburg 1998, ISBN 3-88189-243-5, p. 257 f.
- Susanne Girndt (Red.): Schlösser der Loire. Bassermann, Niedernhausen 1996, ISBN 3-8094-0290-7, pp. 49−51.
- Wilfried Hansmann: Das Tal der Loire. Schlösser, Kirchen und Städte im «Garten Frankreichs». 2. Auflage. DuMont, Colónia 2000, ISBN 3-7701-3555-5, pp. 142–149.
- Jean Mesqui: La tour maîtresse du donjon de Loches. In: Edward Impey, Élisabeth Lorans, Jean Mesqui: Deux donjons construits autour de l'an mil en Touraine. Langeais et Loches. Société française d'archéologie, Paris 1998, pp. 65−125 (PDF, 16 MB).
- Jean Mesqui: Les enceintes du donjon de Loches. In: Congrès Archéologique de France, 155e session, 1997, Touraine. Paris 2003, pp. 207–237 (PDF, 5,6 MB).
- Armand Lanoux: Schlösser der Loire. Éditions Sun, Paris 1980, ISBN 2-7191-0106-X, Seite 168, 256−257.
- Jean-Marie Pérouse de Montclos: Schlösser im Loiretal. Könemann, Colónia 1997, ISBN 3-09508-597-9, pp. 208−213.
- Eckhard Philipp: Das Tal der Loire. 3. Auflage. Goldstadtverlag, Pforzheim 1993, ISBN 3-87269-078-7, p. 268 f.
- René Polette: Liebenswerte Loireschlösser. Morstadt, Kehl 1996, ISBN 3-88571-266-0, pp. 68−70.
- Loches et ses édifies. In: Le Magasin pittoresque.... Jg. 44, Paris 1876, pp. 137−139.